# Seeds of Heaven
Albums de Blue System
Obsession
(1990) Déjà Vu
(1991)
Singles
Seeds Of Heaven est le 5e album du groupe Blue System sorti en 1991.

## Titres
1. La Serenata (Overture) - 1:31
2. Lucifer - 3:39
3. Testemente D'Amelia - 5:07
4. Is She Really Going Out With Him? - 3:17
5. Read My Lips - 4:03
6. Is It A Shame - 3:34
7. Sad Girl In The Sunset - 4:44
8. Lisa Said... - 4:49
9. The Wind Cries (Who Killed Norma Jean) - 4:06
10. Don't Tell Me - 3:52